# Patxi Vila
Francisco "Patxi" Xabier Vila Errandonea (Vera de Bidasoa, España, 11 de octubre de 1975), más conocido por Patxi Vila, es un ciclista español que fue profesional entre 2001 y 2012. Es licenciado en INEF.

## Biografía

### Inicios
Durante su juventud practicó, además del ciclismo, otros deportes como esquí y balonmano. Como amateur, ganó la Vuelta a Palencia 2000.
Es diplomado en Magisterio de Educación Física.

### Debut profesional
Debutó como profesional con el equipo iBanesto.com en el año 2001, en el que continuó en 2002. Durante su estancia en la formación dirigida por Eusebio Unzué coincidió con ciclistas como Chava Jiménez y Leonardo Piepoli.

### Progresión en Italia
En 2003 pasó al equipo italiano Lampre. A partir de entonces se convirtió en un habitual del equipo para disputar el Giro, actuando como gregario para hombres como Damiano Cunego.
Su mejor temporada llegó en 2006, cuando en la París-Niza disputada en marzo finalizó segundo en la clasificación general y se impuso en una etapa. Poco después fue noveno en el Giro de Italia, logrando terminar entre los diez primeros de una de las tres grandes vueltas por primera vez en su carrera.
En 2007, tras correr el Giro, debutó en el Tour de Francia.

### Positivo por testosterona
En 2008 dio positivo por testosterona en un control antidopaje realizado el 3 de marzo. El positivo le fue comunicado en mayo, durante el Tour de Romandía (que abandonó cuando era líder de la montaña), poco antes de que empezara el Giro de Italia al que estaba previsto que acudiera como jefe de filas de su equipo. El ciclista alegó que el positivo se debió a que había tomado unos aminoácidos contaminados sin saberlo con testosterona, aunque admitió que había sido un error por su parte.
Fue sancionado por la RFEC con dos años de suspensión (sanción habitual en casos de dopaje), Comentarista ocasional de ETB en la retransmisión de carreras ciclistas durante su sanción, recurrió la sanción ante la RFEC. Sin embargo, tras no haber recibido noticias acudió al TAS. El 20 de octubre de 2009 el TAS anunció la reducción de la sanción de Vila, que pasó de 24 a 18 meses, por lo que concluiría el 5 de noviembre.

### Retorno
Después de cumplir la sanción no encontró equipo y también estuvo inactivo durante 2010 , volviendo a ser profesional en 2011 al fichar por el equipo de categoría Profesional Continental del De Rosa-Ceramica Flaminia. Después de casi 3 años sin competir debutó en enero de 2011 en el Tour de San Luis.

### Tras la retirada
Tras retirarse en 2012, en 2013 y 2014 fue especialista de rendimiento de la marca de bicicletas Specialized. En 2015 se unió al equipo Tinkoff como director deportivo y preparador físico, cargo que también ocupó en el Bora-Hansgrohe desde 2017 hasta 2019. Para 2020 fichó por el Movistar Team como responsable de rendimiento.Tras 4 temporadas con el conjunto telefónico, se anunció su vuelta a Bora.

## Palmarés
2006
- 1 etapa de la París-Niza

## Resultados en Grandes Vueltas
Durante su carrera deportiva consiguió los siguientes puestos en las Grandes Vueltas:
| Carrera | Carrera         | 2001 | 2002 | 2003 | 2004 | 2005 | 2006 | 2007 | 2008 | 2009 | 2010 | 2011 | 2012 |
| ------- | --------------- | ---- | ---- | ---- | ---- | ---- | ---- | ---- | ---- | ---- | ---- | ---- | ---- |
|         | Giro de Italia  | —    | —    | 43.º | 22.º | 22.º | 10.º | 15.º | —    | —    | —    | —    | —    |
|         | Tour de Francia | —    | —    | —    | —    | —    | 21.º | 29.º | —    | —    | —    | —    | —    |
|         | Vuelta a España | —    | —    | 52.º | —    | Ab.  | —    | —    | —    | —    | —    | —    | —    |

—: no participa

Ab.: abandono

## Equipos
- iBanesto.com (2001-2002)
- Lampre (2003-2008)
- De Rosa/Utensilnord Named (2011-2012)
  - De Rosa-Ceramica Flaminia (2011)
  - Utensilnord Named (2012)